# Sociëteit Momus
De Sociëteit Momus (1839-1939) was een herensociëteit in de Nederlandse stad Maastricht, die zich bezighield met liefdadigheid en de organisatie van sociale evenementen voor haar uit de middenstand afkomstige leden. Omdat de vereniging vanaf 1841 tevens het carnaval in Maastricht organiseerde, kan ze gezien worden als de eerste carnavalsvereniging in Nederland. Na een kwijnend bestaan in de eerste decennia van de twintigste eeuw, werd de sociëteit in 1939 opgeheven.

## Geschiedenis

### Oprichting
Toen in 1830 de Belgische Opstand uitbrak, bleven in Limburg na de val van Venlo in november dat jaar alleen de stad Maastricht en de gemeente Sint-Pieter behouden voor de Nederlandse Staat. Eerst zaten de Maastrichtenaren enkele jaren letterlijk opgesloten achter hun stadsmuren, later hadden zij meer bewegingsvrijheid, maar waren zij nog altijd omringd door de Belgen. In 1839 ten slotte werd het oostelijk deel van Limburg overgedragen aan Nederland en werd in Maastricht de Belegstaat definitief opgeheven. Negen jaar lang was het vieren van carnaval verboden geweest, maar die tijd was nu voorbij. Momus werd opgericht door een aantal jongere Maastrichtenaren, die eindelijk weer eens wilden kunnen feesten en net oud genoeg waren om nog van de viering van carnaval te weten, en enkele ouderen, die er leiding aan konden geven. Aanvankelijk keek men de kunst af bij de carnavalsvereniging Flarus in Aken, maar al gauw ontwikkelde men een eigen stijl.
In de aanloop naar de officiële oprichting van de sociëteit waren de initiatiefnemers van Momus al in 1839 bezig met de voorbereiding van het carnavalsfeest van 1840. De oprichtingsdatum 15 maart 1840 lag twee weken na het eerste georganiseerde carnavalsfeest, maar desondanks was Momus waarschijnlijk de eerste vereniging in Nederland die zich bezighield met de organisatie van vastenavond, gevolgd door het Venlose Jocus in 1842. De naam Momus stamt af van de Griekse god Momus. Volgens de Düsseldorfer Narrenkalender van 1841 heeft "Carnaval de Grote" drie zoons: Momus, Jocus en Comus. Momus is de Griekse god van spot en kritiek. 

### Sociëteitsleven
De Momus-grondwet uit 1840 begint als volgt:
"Den ierste artikel, de ig ug verhaol: Verget tog noeyt, jongs, eus aw moyerstaol"
("Het eerste artikel dat ik u verhaal: Vergeet toch nooit, jongens, onze oude moedertaal").
Dit devies heeft er volgens Joseph Endepols (1877-1962) mede toe geleid dat in de negentiende eeuw de beoefening van het Maastrichtse dialect als literair genre zo'n grote vlucht heeft genomen. De leden van Momus (de "mómmese") waren min of meer verplicht binnen hun vereniging Maastrichts te spreken, hoewel dat niet gold voor de 'Hollandse' leden. Vrijwel alle proclamaties, publicaties en advertenties van de sociëteit zijn in het Maastrichts dialect gesteld. Momus was erg actief bij de bevordering van het mestreechs en publiceerde al in 1842 een eerste bundel gedichten met onder meer bijdragen in het dialect. In 1844 en later verschenen jaarlijks de Momus-Annalen en verder verhalen, toneelstukken en liederen, origineel of vertaald in het dialect.
Momus was op de eerste plaats een herensociëteit en was in Maastricht de eerste van dien aard voor de gegoede middenstand. Fabrikanten, kooplieden, winkeliers, café- en hotelhouders, bierbrouwers, zij behoorden allemaal tot het ledenbestand. Ook leden van het garnizoen konden lid worden, al bestond er voor hogere militaire rangen en de goeddeels protestantse bestuurselite sinds 1760 de Groote Sociëteit, gevestigd aan de westzijde van het Vrijthof. Momus heeft gesteggel over religie en politiek steeds buiten de deur willen houden, maar is daar niet altijd in geslaagd. Een in 1842 reeds aan het reglement toegevoegd artikel 9 luidde, dat wie het spreekgestoelte (het paard Pegasus) wilde bestijgen voor een redevoering, er rekening mee moest houden, dat niets wat kon chokeren zou worden getolereerd: geen religie, geen politiek en ook geen persoonlijke aanvallen of getreiter. Het devies was: 'Gekheid, mer neet boete de schraom'. ('Plagen mag, maar ga niet over de schreef'). Toch waren binnen de sociëteit politieke onderstromen soms sterk aanwezig. Zo heeft zij wel degelijk een rol gespeeld bij de afgeketste herbenoeming van burgemeester Willem Hubert Pijls in 1867, De aan het Vrijthof nog altijd bestaande Cercle L'Union ('De Unie') is in 1879 voortgekomen uit een afsplitsing van opstandige jongeren.
De Sociëteit Momus had aanvankelijk geen eigen huis, maar gebruikte een zaal van de hotelier Daenen aan de noordzijde van het Vrijthof. In 1883 kwam het eigen verenigingsgebouw aan de oostzijde van het Vrijthof gereed, naar een ontwerp van de Luikse architect Julien Rémont. Net als de Groote Sociëteit exploiteerde Momus op de helling van de Sint Pietersberg vanaf 1846 een buitensociëteit, het landgoed Maaszigt (de voorloper van de huidige villa Maaszicht). Echt succesvol schijnt deze onderneming niet te zijn geweest. Vanaf midden jaren 1850 deelde Momus de wat verderop gelegen buitensociëteit 'Casino Slavante' met de Groote Sociëteit. Zowel Maaszigt als Slavante lagen toentertijd in de gemeente Sint Pieter.
Momus was een sociëteit, dat wil zeggen dat de zaal, later het eigen gebouw, dagelijks vrijwel onbeperkt open was. De leden konden er ontbijten, lunchen en dineren. Ze dronken er koffie, lazen er hun krantje,  en wisselden de laatste nieuwtjes uit bij een borrel. Daarnaast organiseerde Momus tal van activiteiten voor haar leden: bijeenkomsten in de lange aanloop naar vastenavond, biljarttoernooien, kegelwedstrijden, kunsttentoonstellingen in de Augustijnenkerk, zang- en toneeluitvoeringen in de Redoute en in het winterseizoen natuurlijk bal-avonden. Bij de laatste werden ook de dames van de heren leden uitgenodigd. Zelfs telde de sociëteit een aantal vrouwelijke leden, veelal ongehuwde dames of weduwen met huwbare dochters en zonen, die een gereduceerd lidmaatschap betaalden. De 'mómmezinnekes' hadden geen toegang tot de sociëteit, maar waren welkom bij feestavonden en speciaal voor hen georganiseerde feestjes, zoals de 'Pufferkespartij' tijdens vastenavond. Voor de kinderen werd ook het een en ander georganiseerd, van vlieger- en fietswedstrijden tot Alderkinderbal (op Onnozele kinderen), kindermodeshows, kindertoneel en het kindercarnaval.

### Activiteiten voor de stad
Vanaf het eerste begin heeft Momus zich ingezet voor de minderbedeelden, in de stad, maar soms ook ver daarbuiten. De geldinzameling voor de slachtoffers van de grote brand van Hamburg (1842) was slechts het begin van een hele reeks acties buiten Maastricht. Veel van het benodigde geld kwam binnen via collectes en kienavonden.
Armenzorg behoorde in Maastricht tot de taken van het Burgerlijk Armbestuur, maar bereikte heel velen niet en was sowieso ontoereikend. Veel acute nood werd gelenigd door particuliere liefdadigheid. Niet toevallig werden in 1840 ook de Société des Dames de Charité de Maestricht en de Maastrichtse afdeling van de Vereeniging Dorcas opgericht, in 1848 gevolgd door de Sint-Vincentius Vereeniging. Tot de chariteit van Momus behoorde een soepkeuken tijdens de wintermaanden, aanvankelijk in het Grauwzustersklooster in de Heksenhoek, van 1846-1919 in het Heilige Geeststraatje, vlak bij de Markt, en de oprichting van het Momus' Oudemannenhuis (1888-1955) aan de Herbenusstraat. In 1879 werd de afdeling 'Momus-armenkleding, -armenvoeding en -huisbrand' opgericht, die zich mocht verheugen in het beschermvrouwschap van koningin Emma. Kinderen kregen 2e hands kleding, schoenen en schoolbenodigdheden om naar school te kunnen gaan en ook aan schoolvoeding droeg de vereniging bij. Het is maar een greep uit de vele initiatieven. Bijzonder was de inzet tijdens de lokale cholera-epidemie van 1866, waarvoor de bronzen medaille voor goede zorg en hulp bij het heerschen der cholera asiatica in 1866 werd toegekend.
De tweede hoofdactiviteit van Momus was het organiseren van vastenavond. In een eeuw tijd ontwikkelde het Maastrichtse carnaval tradities, die het lang nadat de sociëteit ter ziele ging, nog altijd een eigen gezicht geven. Zo dateert het 'inschieten van carnaval' met het zogenaamde Momuskanon, dat sinds 1946 door De Tempeleers wordt voortgezet, nog uit de begintijd van Momus. Het kanon werd in 1841 voor het eerst gebruikt en was mogelijk een geschenk van een garnizoensofficier, die lid was van de sociëteit. Daarnaast organiseerde Momus ieder jaar een carnavalsoptocht, waaraan de leden met vaak vermomd gezin in versierde rijtuigen deelnamen. Soms had zo'n 'cortège' een bepaald thema. In 1841 was het thema "De blijde inkomst van keizer Karel V", en was het succes zo groot, dat men in 1843 alles nog eens herhaalde. In jubileumjaren stelde men prachtige stoeten samen, die niet per se met carnaval door de stad trokken. Op 13 mei 1867 (Sint-Servaasdag, begin van de kermis) beeldden wagens en groepen de hele geschiedenis van de stad uit, van de Eburonen tot en met het net gesloten Verdrag van Londen. In november 1872 (jubileumviering 3 x 11) was het thema 'De Vijf Werelddelen, beheerst door de Zotheid' en namen tal van andere verenigingen op uitnodiging deel aan de stoet. Tamelijk onbekend is dat Momus in 1894 in Maastricht confetti en serpentines introduceerde. Verschillende mómmese hadden te Nice aan de Côte d'Azur de Bataille de confetti's et de serpentins meegemaakt en wilden zo'n confetti-veldslag ook in Maastricht invoeren. Het voorstel leidde tot een fel debat in de gemeenteraad: het zou maar leiden tot misbruik door het gooien van verf en stenen, en tot een enorme troep op straat. Bovendien was zo'n gebruik - eenmaal toegestaan - moeilijk weer terug te draaien. Uiteindelijk stemde de raad met 21 tegen twee stemmen vóór en nu is confetti niet meer weg te denken uit de optocht.
Ook bij andere gelegenheden organiseerde Momus feestelijkheden, zoals in mei 1895 bij het driedaags bezoek aan Maastricht van de beide koninginnen Emma en Wilhelmina. Op 4 september 1898 werd op het Vrijthof een groot vuurwerk afgestoken bij de inhuldiging van koningin Wilhelmina. Hetzelfde gebeurde op 13 september 1905 bij het bezoek van haar echtgenoot prins Hendrik aan Maastricht.
In de sportgeschiedenis staat Momus te boek als grondlegger van de Limburgse wielrennerij. In 1869 organiseerde de sociëteit al een eerste wedstrijd – het nationale Concours de Vélocipède op het Vrijthof – en hoorde daarmee internationaal tot de koplopers. Het eerste door Momus georganiseerde internationale wielerconcours volgde in 1874. Hiervoor moest een bouwvergunning worden aangevraagd, omdat de grote witte stadsster van grind, die al 35 jaar in het plaveisel van het Vrijthof lag, moest worden opgebroken. De fietskunst was niet eenvoudig, zeker niet op een vélocipède. Momus regelde met het gemeentebestuur, dat iedereen die wilde, tweemaal per week, op maandag en op donderdag, van vijf tot zeven kon oefenen op het Vrijthof. Op 11 mei 1885 werd onder auspiciën van Sociëteit Momus de Maastrichtsche Vélocipède-Club opgericht, op 31 maart 1894 gevolgd door de Wielrijdersclub 'De Maastrichtsche Kettinggangers', die op Safety-fietsen reed.

### De laatste veertig jaar
Omstreeks de eeuwwisseling ging het minder goed met de sociëteit. In de tweede helft van de negentiende eeuw kwamen er meer herensociëteiten en ontstonden tal van muziek-, toneel-, -zang en sportverenigingen. Omdat ook Momus-leden hiervan lid werden, begon het sociëteitsbezoek en het actief deelnemen aan initiatieven eronder te lijden. Toch heeft de herensociëteit haar bestaan nog weten te rekken tot 1939.
Door een gebrek aan financiën en actieve leden zag Momus zich eind negentiende eeuw genoodzaakt de organisatie van het Maastrichtse carnaval uit handen te geven. Dit werd overgenomen door de vereniging 'Maastricht Vooruit', opgericht in 1899 en geleid door Fons Olterdissen. 'Maastricht Vooruit' werkte aanvankelijk incidenteel samen met 'Maastricht Attractions', een eerdere, omstreeks 1889/1890 opgerichte vereniging ten behoeve van het opkomende toerisme. In later jaren viel 'Maastricht Attractions' weg. Meteen bij de oprichting kreeg 'Maastricht Vooruit', mede door het lage inschrijfgeld en een zorgvuldige bestuurlijke start een toeloop van circa duizend betalende leden. Daarnaast telde de vereniging nog enkele duizenden belangstellenden, die zich met verve wilden inzetten voor het organiseren van feesten en wedstrijden, en het bevorderen van kunst, industrie en vreemdelingenverkeer. Tot en met 1914 regelde 'Maastricht Vooruit' het Maastrichtse carnaval. De vereniging heeft de oorlogsjaren 1914-1918 echter niet overleefd en ging waarschijnlijk al in 1914 ter ziele. 
In 1915, tijdens de mobilisatie vanwege de Eerste Wereldoorlog, besloot de gemeenteraad om het vieren van vastenavond op beperkte schaal toe te staan. Deze beslissing werd echter door de commandant van het veldleger teniet gedaan: Géén carnaval ten zuiden van de Waal! Vijf jaar lang was vastenavond verboden. Eerst in 1920 werd de traditie weer opgepakt, al was er enig meningsverschil in de gemeenteraad, of ook het dragen van maskers kon worden toegestaan. Het feest beperkte zich tot straatcarnaval, een organiserende vereniging zou nog lang op zich laten wachten.
In 1926 trachtte Edmond Jaspar, voorzitter van de in 1923 in Maastricht opgerichte VVV, tot een nieuwe carnavalsvereniging te komen, tevergeefs. In 1928 was korte tijd een 'Maastrichtsche Carnavalsvereeniging' actief, die voor het eerst in jaren een optocht op de been wist te brengen. In 1929 lukte dat weer niet en daarna raakte ook deze carnavalsvereniging in de vergetelheid. Momus deed wat het kon; de vereniging bleef het carnaval inschieten, maar groots en meeslepend werd het niet meer. Het was vaak alleen straatcarnaval, zonder stoet. In 1935 organiseerde de sociëteit haar laatste optocht. Vanaf 1936 werd vastenavond georganiseerd door het 'Comité van Vijf', dat nieuwe tradities introduceerde: een stadsprins, een sleuteloverdracht ten stadhuize en de Boonte Störrem (Bonte Storm). De Sociëteit Momus geldt als de eerste carnavalsvereniging in Nederland, ze hield het bijna honderd jaar vol. Sinds haar einde in 1939 geldt nu het Venlose Jocus als langst bestaande.

## Gebouwen

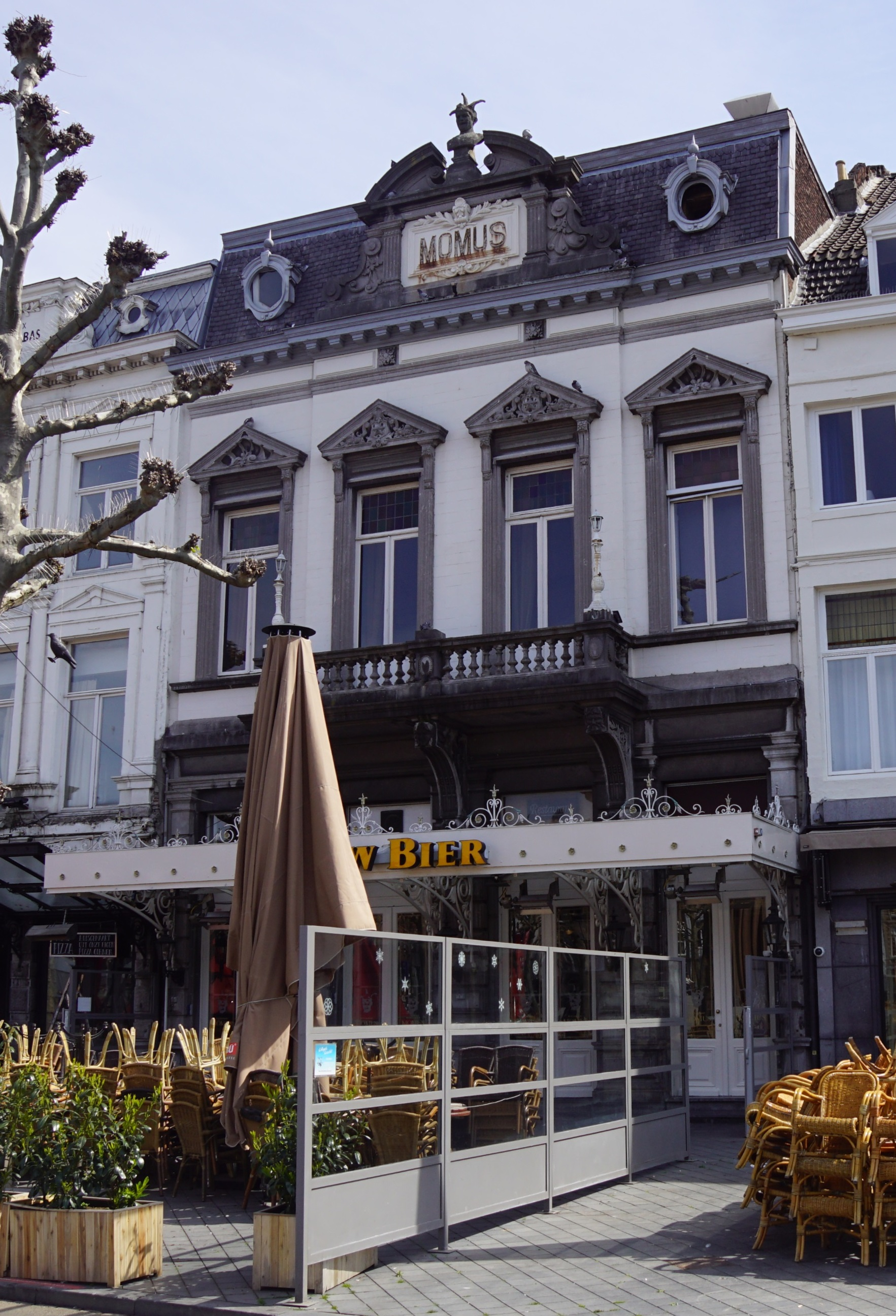
Sociëteitsgebouw, 2021

### Sociëteitsgebouw
Het voormalige sociëteitsgebouw aan het Vrijthof draagt nog steeds de naam Momus (of "De Momus"), niet in het minst doordat deze naam en de figuur van Momus de voorgevel sieren. Het eclectische ontwerp uit 1883 staat op naam van de Luikse architect Julien Étienne Rémont (1800-1883), hoewel de uitvoering in handen zal zijn geweest van zijn zoon Denis Joseph Rémont. Onderdeel van de opdracht was dat het zottengetal elf een rol moest spelen in het ontwerp. Zo meet de grote zaal elf bij elf meter en telt de balustrade van het balkon tweemaal elf balusters. Het gebouw is twee verdiepingen hoog met daarboven een kapverdieping. Onder het gebouw bevindt zich een kelder met tongewelf. Aan de achterkant van het pand bevindt zich een lagere uitbreiding van de zaal, doorlopend tot aan de Leliestraat, waarin een glazen koepel is opgenomen. Hier lag een eigen kegelbaan. Hoewel het interieur in 1977 is verbouwd, is de neobarokke aankleding met spiegels tussen pilasters en overdadig geornamenteerde plafonds grotendeels gehandhaafd.
De gevel aan het Vrijthof is symmetrisch opgebouwd en bestaat uit vier vensterassen. De twee middelste traveeën op de eerste verdieping springen licht naar voren en vormen zo een middenrisaliet. Deze wordt verder geaccentueerd door het balkon en door de gevelbekroning, die dezelfde breedte hebben en beide zijn uitgevoerd in Naamse steen. De ornamentele (gietijzeren?) kam op de dakrand is op foto's uit de jaren 1930 nog te zien, maar moet daarna zijn verwijderd. Het balkon rust op hardstenen consoles die met maskers zijn versierd. Aan weerszijden van de gevelbekroning bevindt zich een oeil de boeuf. De vier vensters/balkondeuren op de eerste verdieping zijn voorzien van rijk gebeeldhouwde frontons met onder andere het wapen van Maastricht. De hardstenen pui met vier toegangsdeuren is nog grotendeels origineel.

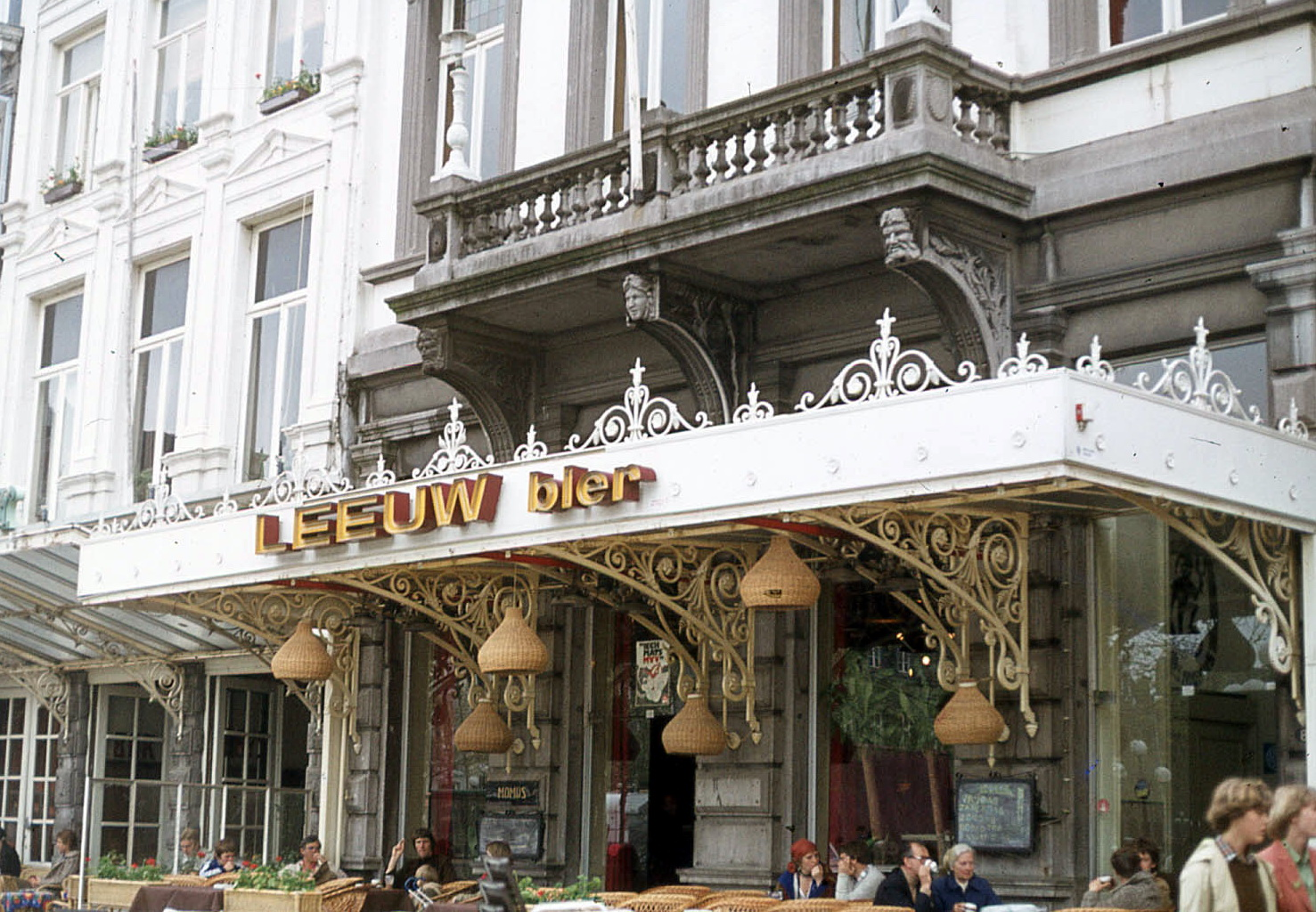
Sociëteitsgebouw, terras
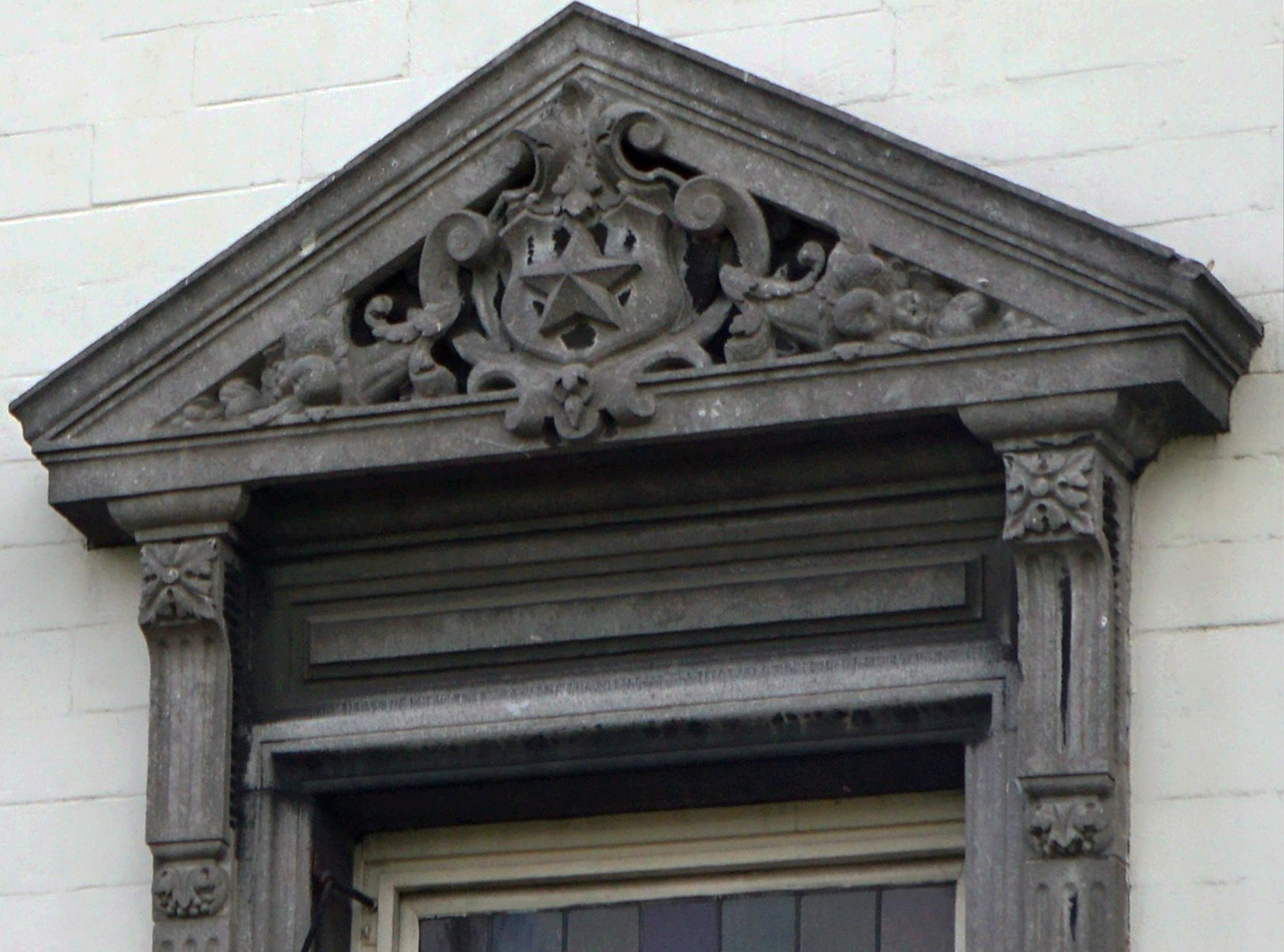
Detail raamfronton
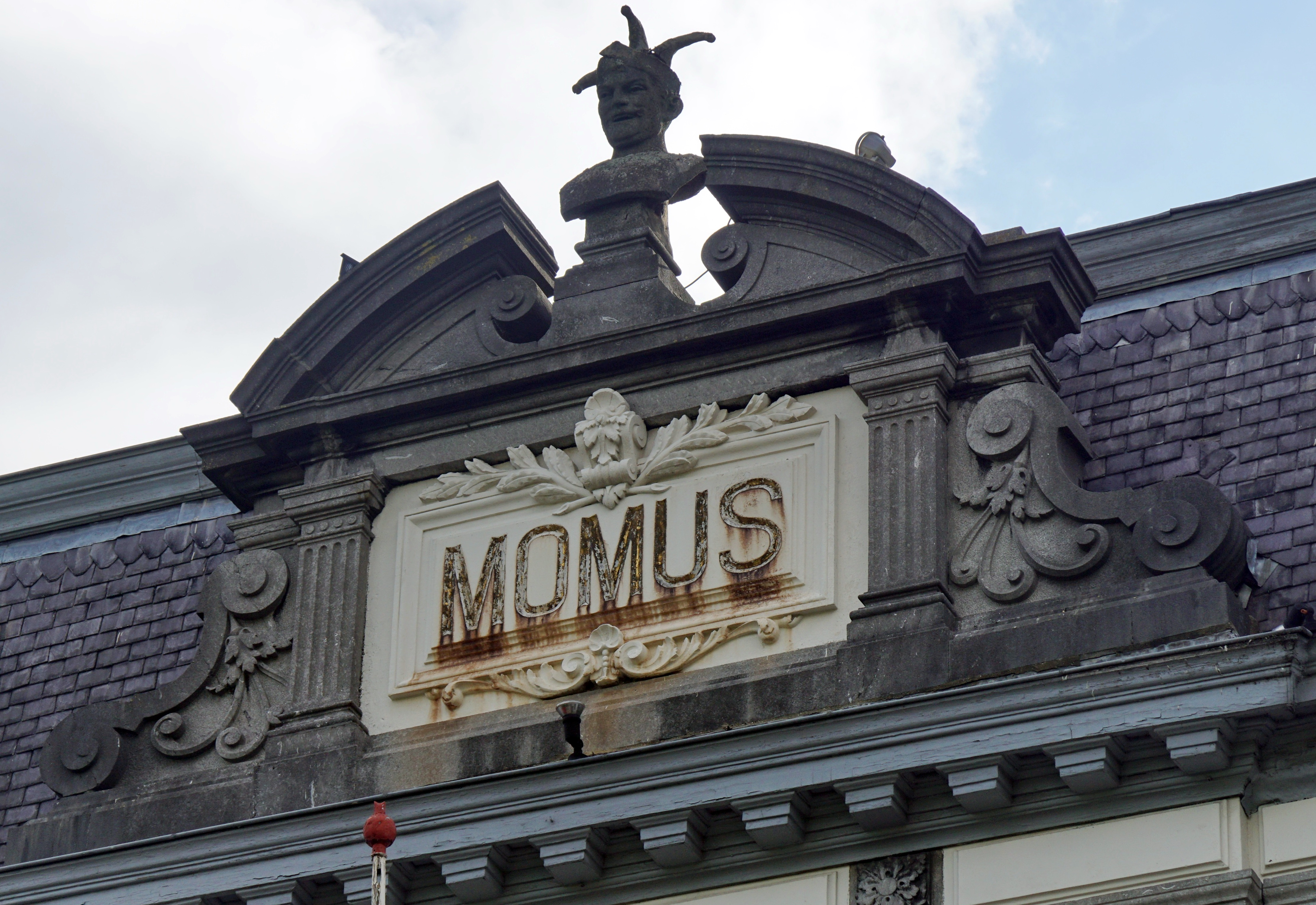
Detail gevelbekroning
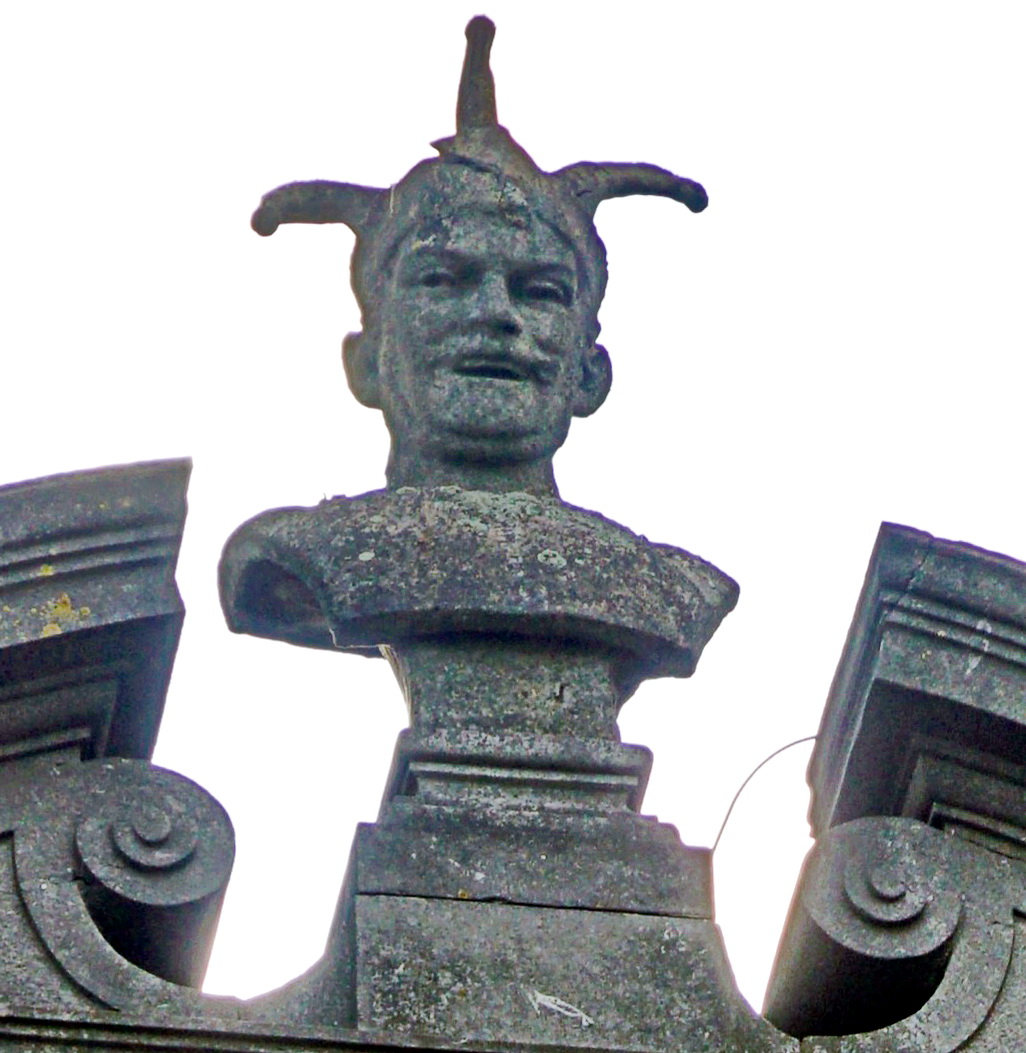
Idem, kop van Momus

### Oudemannenhuis

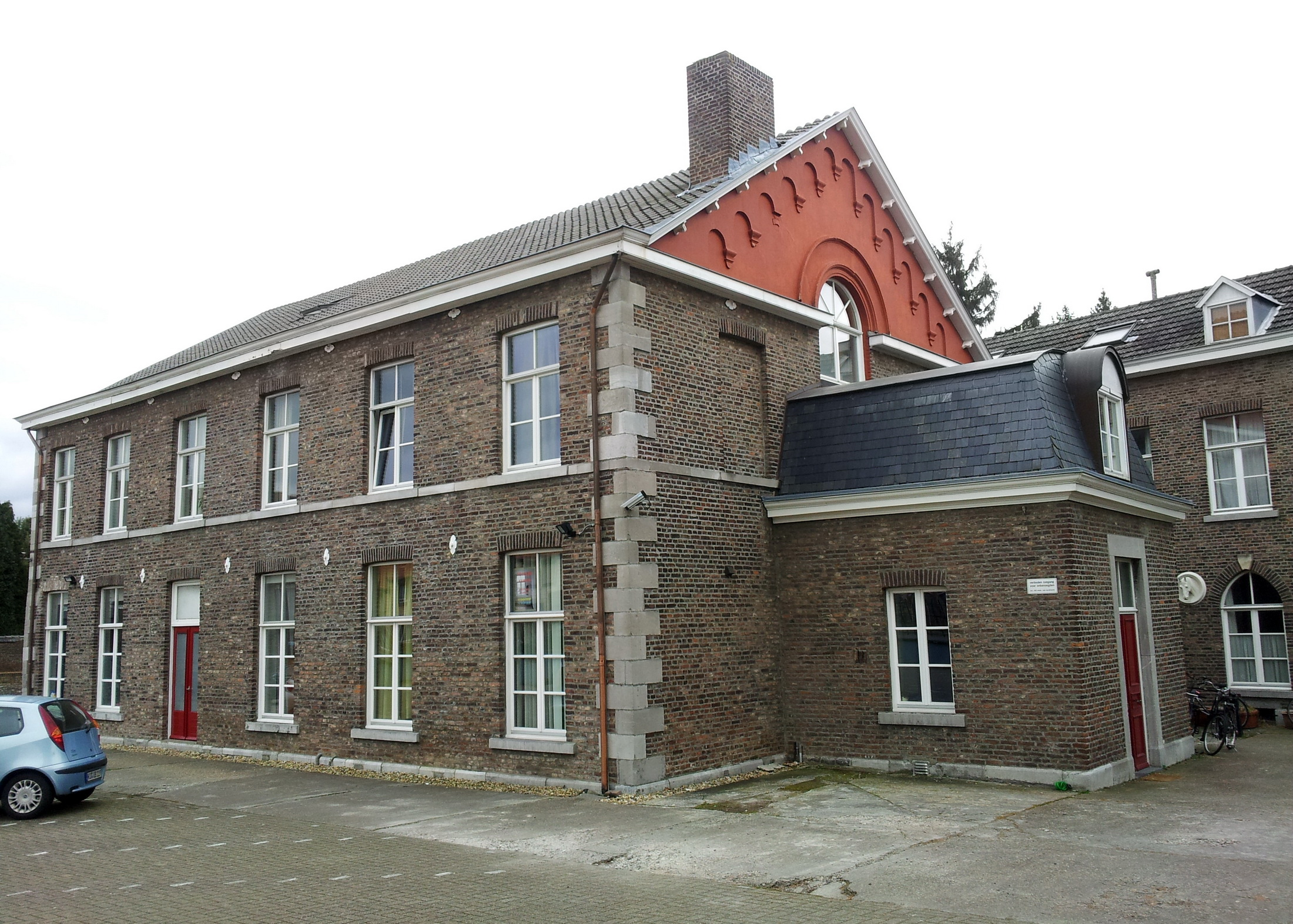
Momus' Oudemannenhuis, Herbenusstraat

Het voormalige Momus' Oudemannenhuis, gebouwd in ca. 1875 en verbouwd en uitgebreid in 1888-90, werd door de Sociëteit Momus gebouwd aan de Herbenusstraat 87, op de plek van een voormalig kruitmagazijn. Het is een sober, rechthoekig gebouw van twee bouwlagen met een zadeldak en aan weerszijden een lage aanbouw. De versiering van de bakstenen gevel bestaat uit een geprofileerde houten dakgoot die doorloopt over de zijgevels, een eveneens doorlopende hardstenen waterlijst, hardstenen hoeklijsten in kettingverband, en rozetvormige muurankers. De zijgevels zijn daarenboven versierd met een gemetseld boogfries dat de vorm van de puntgevels volgt. De puntgevel rechts is gestuct en rood geschilderd. In beide puntgevels bevinden zich halfronde ramen. Van de eenlaagse, paviljoenachtige aanbouwen heeft dat aan de rechterzijde een mansardedak; het linkerpaviljoen heeft een plat dak. Het Momus' Oudemannenhuis vormt samen met de erachter gelegen voormalige 'paardenstalling' (mogelijk een onjuiste aanduiding) een gemeentelijk monument.